# Damašská brána

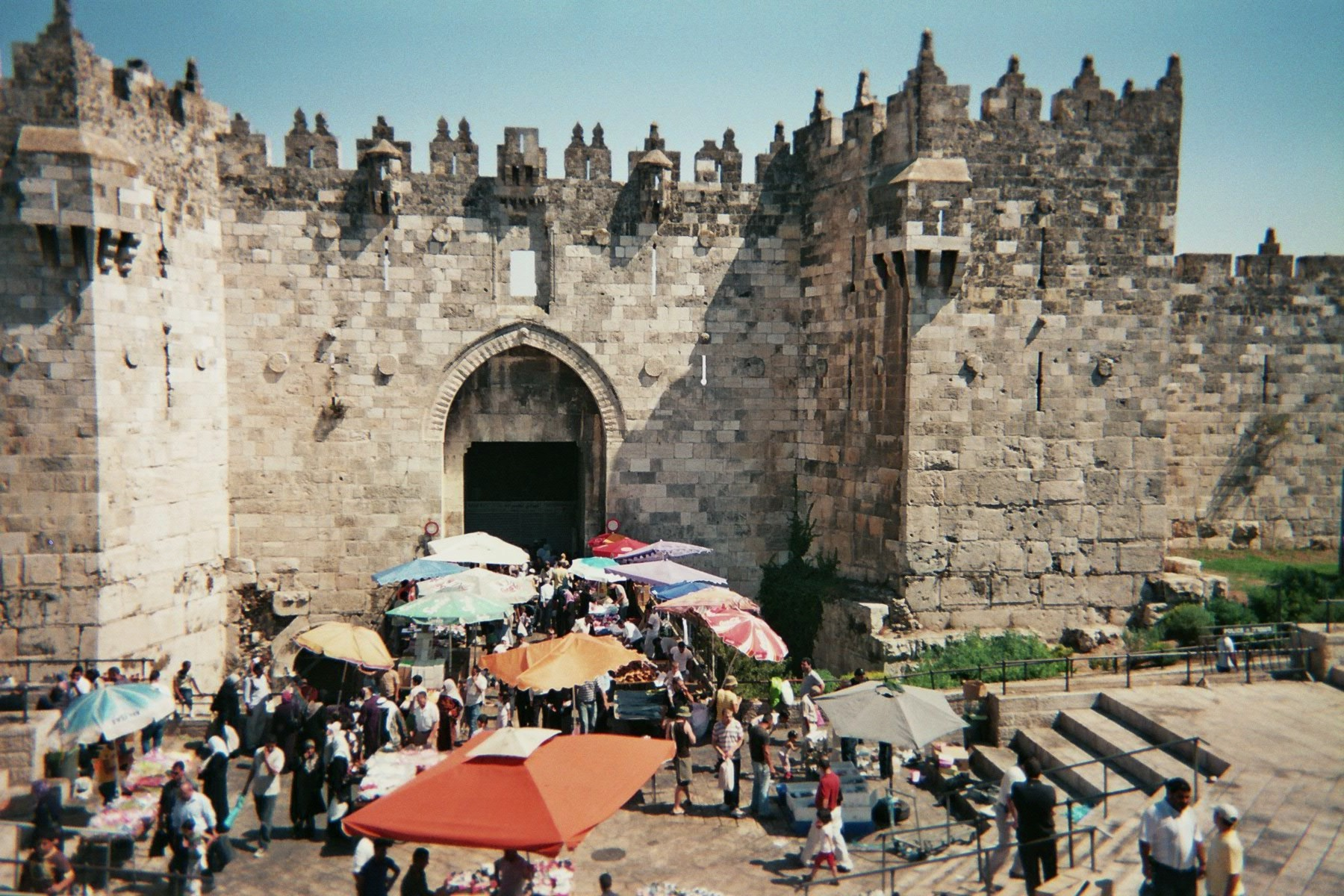
Trh

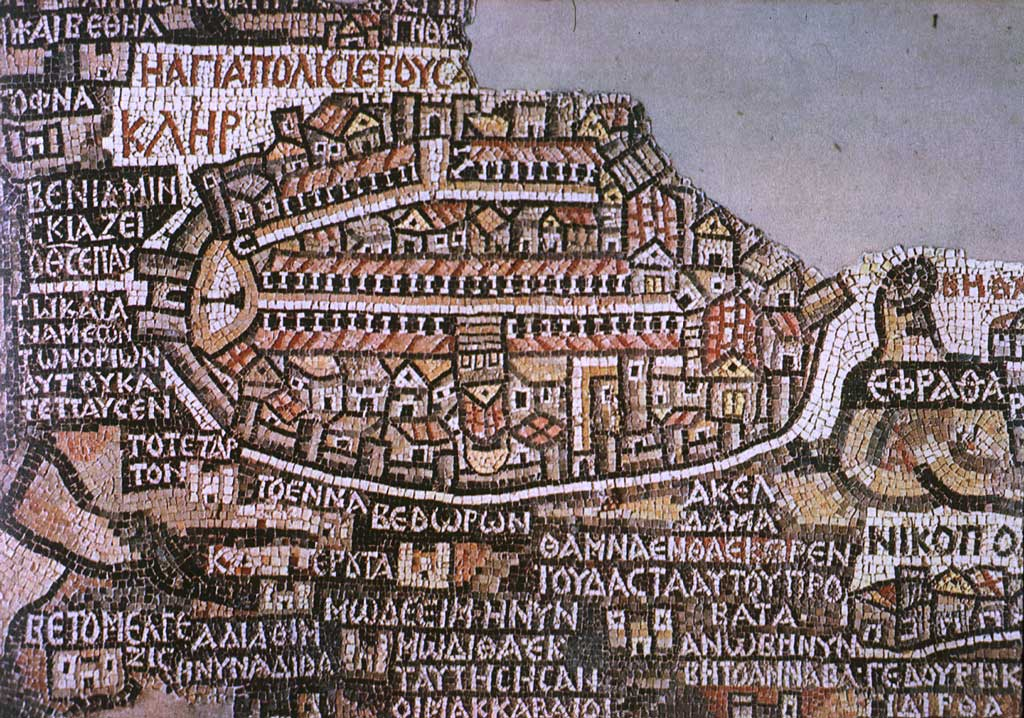
Madabská mapa s vyobrazením Jeruzaléma v 6. století, zcela vlevo Damašská brána a sloup

Damašská brána (také známá jako Šekemská brána či Nábuluská brána, hebrejsky שער שכם‎, ša'ar Šechem, arabsky باب العامود‎, báb al-Ámúd, doslova brána Sloupu) je významnou branou jeruzalémských hradeb kolem Starého Města v Jeruzalémě. Současná brána byla vybudována v roce 1542 osmanským sultánem Sulejmanem I.
Původní brána byla postavena pravděpodobně za dob druhého Chrámu. Římané postavili novou bránu za dob Hadriana během druhého století tohoto letopočtu. Před starou branou stál římský vítězný oblouk, díky němuž získala brána svůj arabský název brána Sloupu. Sloup nebyl nikdy nalezen, avšak je možné spatřit bránu, která byla nalezena během vykopávek za mandátní Palestiny. Jednalo se o severní vstupní bránu do města za křižáků.
Brána má dvě věže, z nichž každá z nich má podsebití. Nachází se na samém okraji arabského bazaru a tržiště. V roce 1972 navrhl rabi Meir Kahane, pravicový aktivista a zakladatel americké Jewish Defense League a izraelské strany Kach a budoucí poslanec Knesetu, aby byla kvůli zajištění židovského nároku na bránu umístěna mezuza.[zdroj⁠?!] Po opakovaných protestech však nakonec izraelská vláda zamítla Kahaneho návrh k projednávání.[zdroj⁠?!]
Zatímco v angličtině se brána označuje jako „Damašská brána“ v hebrejštině se označuje názvem ša'ar Šechem, tj. „Šekemská (Nábuluská) brána.“ Izraelská média se proto často v souvislosti s touto bránou zmiňují o „Šekemské (Nábuluské) bráně“.